# Compsobracon crenulatus
Compsobracon crenulatus är en stekelart som först beskrevs av Cresson 1865.  Compsobracon crenulatus ingår i släktet Compsobracon och familjen bracksteklar. Inga underarter finns listade i Catalogue of Life.